# Kościół Najświętszej Maryi Panny w Slagelse
Kościół Najświętszej Maryi Panny (duń. Vor Frue Kirke) – rzymskokatolicki kościół parafialny znajdujący się w duńskim mieście Slagelse. Należy do diecezji kopenhaskiej.

## Historia
Kościół został wzniesiony w latach 1930–1931, według projektu akwizgrańskiego architekta Josepha Buchkremera, z inicjatywy zakonu montfortanów, przy czym przygotowania do jego budowy trwały już od 1920. Do momentu konsekracji świątyni, 16 maja 1931, msze odprawiano w kaplicy przy Tordenskjoldsgade.

## Architektura i wyposażenie
Świątynia jest neoromańska, dwunawowa. Wnętrze kościoła zdobi ołtarz główny, wykonany w Belgii z czarnego marmuru, ozdobiony reliefami przedstawiającymi anioły, między którymi znajduje się tabernakulum. Stojący pośrodku prezbiterium ołtarz posoborowy został poświęcony w 1984. W nawie bocznej znajduje się ołtarz poświęcony Najświętszej Maryi Pannie. Jest to kopia rzeźby z 1911 autorstwa Paola Bartoliniego, stojącej w kościele monfortanów w Rzymie. Kompozycja przedstawia Matkę Bożą adorowaną przez św. Ludwika Marię Grigniona de Montforta oraz anioła trzymającego wstęgę z inskrypcją Jestem cały Twój. 
Na ścianach kościoła wisi 14 gipsowych reliefów, ukazujących stacje drogi krzyżowej. Prócz tego wnętrze zdobi figura św. Ansgara, zwanego apostołem Danii, patrona diecezji kopenhaskiej.
Na emporze znajdują się czterogłosowe organy, wykonane przed firmę Frobenius Orgelbyggeri, zakupione w 1967.
Na 28-metrowej wieży wiszą trzy dzwony, odlane w Holandii, o imionach Maryja (średnica 128 cm, ton e'), Jan (średnica 105 cm, ton g') i Maria Magdalena (średnica 93 cm, ton a'), tworzące zestaw muzyczny Te Deum.